# Piégon
Piégon är en kommun i departementet Drôme i regionen Auvergne-Rhône-Alpes i sydöstra Frankrike. Kommunen ligger i kantonen Nyons som tillhör arrondissementet Nyons. År 2022 hade Piégon 240 invånare.

## Befolkningsutveckling
Antalet invånare i kommunen Piégon
Referens:INSEE